# The Alchemist
The Alchemist, nome artístico de Alan Daniel Maman (Beverly Hills, Califórnia, 25 de outubro de 1977), é um dos principais produtores de hip hop dos Estados Unidos. Após ter subido a proeminência nos anos 1990 como um associado próximo de Dilated Peoples e Mobb Deep, ele passou a produzir para muitos dos artistas de hip hop.

## Biografia
Como um adolescente, Al começou a se identificar fortemente com as letras rebeldes e sons urbanos do hip hop, e ele começou a escrever suas próprias letras como uma saída criativa. Ele juntou-se com outros artistas de mesmo espírito, que escreveram letras, entre os quais foram Shifty Shellshock do Crazy Town, Evidence do Dilated Peoples e Scott Caan, filho de James Caan. Al e Scott decidiram-se tornar-se um duo chamado The Whooliganz. Enquanto rimavam em uma festa em Los Angeles, que atraiu a atenção de B-Real do Cypress Hill. Ele convidou os jovens a participar de seu grupo, The Soul Assassins, que também incluiu os grupos House of Pain e Funkdoobiest. Em 1993, o Whooliganz lança seu primeiro single, "Put Your Handz Up". A canção recebeu pouca atenção das rádios e sua gravadora, Tommy Boy Records, decidiu guardar seu álbum. Rejeitado, Scott concentrou as suas energias criativas agindo, enquanto Al ficou interessado no processo de produção de novas batidas de hip-hop.
DJ Muggs teve Al sob a sua ala e ensinou-lhe como usar um sampler e um mixer. Depois de ajudar a produzir algumas faixas para Cypress Hill, Al tornou-se o principal produtor de seu amigo de infância, Evidence e seu grupo Dilated Peoples. Quando Dilated estreia em 1998, eles foram uma sensação underground criando um enorme "zumbido" sobre o homem por trás dessas incríveis batidas. Alchemist também produziu várias faixas do álbum de estreia Focused Daily do Defari, outro para Dilated e Alkaholik.
Em 1999, Muggs apresentou Al aos seus bons amigos, o popular grupo de hip-hop Mobb Deep. Al produziu duas canções de seu álbum Murda Muzik. Impressionado com suas produções e suas habilidades, Mobb Deep teve ele sob a sua asa, usando suas batidas em todos os seus álbuns posteriores. Devido o destaque de suas rimas, Alchemist passou a produzir para muitos dos mais bem-sucedidos artistas proeminentes do hip-hop, como Nas, Fat Joe, Jadakiss, Ghostface Killah e Snoop Dogg. Ele também tem remixado músicas de bandas e artistas de outros gêneros, como Linkin Park e Morcheeba. Al permaneceu fiel a seus antigos amigos, para continuar a produzir para Dilated, Cypress Hill, Everlast (antes House of Pain) e Crazy Town. Ele também gosta de produção para rappers do underground menos conhecidos, muitas vezes dando-lhes algumas de suas melhores batidas. Em 2004, 11 anos após o início de sua carreira, The Alchemist retornou com o seu álbum de estreia há muito tempo aguardado, "1st Infantry". O álbum rendeu o single "Hold You Down" (com Prodigy, Illa Ghee, e Nina Sky), que atingiu número #95 na Billboard Hot 100 em 2005.
Alchemist teve uma disputa com o rapper Ras Kass pela música "Kiss U". Foi produtor da música "Home, Sweet Home", que viria a ser o principal single de Ras Kass, que, de alguma maneira, Alchemist revendeu o beat a Jadakiss. Jadakiss publicou sua versão (We Gon' Make It) primeiro, deixando Ras colgado. Ras tentou parar o lançamento da música sem nenhum sucesso.

## Discografia

### Álbuns
- 2004 - 1st Infantry
- 2006 - No Days Off
- 2008 - Chemical Warfare

### Mixtapes
- 2006 - The Chemistry Files Vol. 1
- 2007 - The Cutting Room Floor Vol. II

### Instrumentais
- 2001 - Action/Drama
- 2000 - Gangster Theme Music
- 2002 - The Ultimate Music Machine
- 2004 - Lab Tested
- 2007 - Rapper's Best Friend
- ? - Get @ Me

### Singles
- 2001 - Block Value/ More Like Us (feat. Mobb Deep & Big Noyd)
- 2001 - The Man: The Icon (feat. Big Daddy Kane)
- 2001 - Different Worlds/ B.I.G. T.W.I.N.S. (Feat. Twins)
- 2004 - Bangers (feat. Lloyd Banks)
- 2004 - "Hold You Down"

### Créditos de produção
- 1999 - Focused Daily (álbum de Defari): "Focused Daily"
- 1999 - A Tear for the Ghetto (álbum de Group Home): "Stupid Muthafuckas (30 Minutes to War)"
- 1999 - Home Field Advantage (álbum de High and Mighty): "Top Prospects" & "Open Mic Night (Remix)" (feat. Thirstin Howl III & Wordsworth)
- 1999 - Balance (álbum de Swollen Members): "Front Street", "Circuit Breaker", "Strength", & "Horrified Nights"
- 1999 - Murda Muzik (álbum de Mobb Deep): "Thug Muzik" (feat. Infamous Mobb & Chinky) & "The Realest" (feat. Kool G. Rap)
- 1999 - Internal Affairs (álbum de Pharaohe Monch): "No Mercy" (feat. M.O.P.)
- 2000 - The Platform (álbum de Dilated Peoples): "The Platform", "Guaranteed", "The Main Event", "Annihilation", & "The Last Line of Defense"
- 2000 - The Reunion (álbum de Capone-N-Noreaga): "Queens" (feat. Complexions) & "Bang Bang" (feat. Foxy Brown)
- 2000 - H.N.I.C. (álbum de Prodigy): "Keep It Thoro", "Three" (feat. Cormega), "Trials of Love" (feat. B.K.), & "Veteran's Memorial"
- 2001 - Endangered Species (álbum de Big Pun): "Mama"
- 2001 - The Realness (álbum de Cormega): "Fallen Soldiers (Remix)"
- 2001 - Baldhead Slick & Da Click (álbum de Guru): "In Here" (feat. Timbo King, Killah Priest & Black Jesus)
- 2001 - He Think He Raw (álbum de Casual): "I Gotta (Get Down)"
- 2001 - Kiss tha Game Goodbye (álbum de Jadakiss): "We Gonna Make It" (feat. Styles P) & "Feel Me (Skit)"
- 2001 - Jealous Ones Still Envy (J.O.S.E.) (álbum de Fat Joe): "Definition of a Don" (feat. Remy Martin)
- 2001 - Expansion Team (álbum de Dilated Peoples): "Live on Stage", "Worst Comes to Worst" & "Panic"
- 2001 - Bad Dreams (álbum de Swollen Members): "Bad Dreams"
- 2001 - Bulletproof Wallets (álbum de Ghostface Killah): "The Forest", "The Juks" (feat. Trife) & "Street Chemistry" (feat. Prodigal Sunn & Trife)
- 2001 - Infamy (álbum de Mobb Deep): "Get at Me"
- 2002 - A Gangster and a Gentleman (álbum de Styles P): "A Gangster and a Gentleman" & Black Magic" (feat. Angie Stone)
- 2002 - The Lost Tapes (álbum de Nas): "My Way" & "No Idea's Original"
- 2002 - The True Meaning (álbum de Cormega): "The Legacy"
- 2002 - Loyalty (álbum de Fat Joe): "Bust at You" (feat. Scarface & Baby)
- 2002 - Reanimation (álbum de Linkin Park): "Frgt/10" (feat. Chali 2Na)
- 2002 - God's Son (álbum de Nas): "Book of Rhymes", "Mastermind" & "Revolutionary Warfare" (feat. Lake)
- 2003 - Walk Witt Me (álbum de Sheek Louch): "Turn It Up"
- 2003 - Only the Strong (álbum de Big Noyd): "Only the Strong", "Shoot 'Em Up (Bang Bang) Part 1", "Noyd Holdin' It Down" (feat. Havoc), "Shoot 'Em Up (Bang Bang) Part 2" (feat. Mobb Deep), "Air It Out" (feat. Havoc), & "N.O.Y.D."
- 2003 - The Awakening (álbum de PMD): "The Awakening"
- 2004 - Neighborhood Watch (álbum de Dilated Peoples): "Marathon", "Neighborhood Watch", "Poisonous" (feat. Devin the Dude), & "World on Wheels"
- 2004 - Till Death Do Us Part (álbum de Cypress Hill): "Latin Thugs" (feat. Tego Calderon)
- 2004 - Amerikaz Nightmare (álbum de Mobb Deep): "Win or Lose", "Got It Twisted", "When U Hear The", & "Got It Twisted (Remix)" (feat. Twista)
- 2004 - Sweat (álbum de Nelly): "Playa" (feat. Mobb Deep & Missy Elliott)
- 2004 - R&G (Rhythm & Gangsta): The Masterpiece (álbum de Snoop Dogg): "(Intro) I Love to Give You Light"
- 2004 - Kiss of Death (álbum de Jadakiss): "Still Feel Me"
- 2005 - The Diamond Mine (álbum de Diamond D): "Y'all Niggaz Need to Know"
- 2005 - After Taxes (álbum de Sheek Louch): "Movie Niggas" (feat. Ghostface Killah)
- 2005 - Who's Hard? (álbum de Big Shug): "Who? (Got My Back)" & "Who's Hard?"
- 2005 - Witness My Growth (álbum de Elzhi): "The Alchemist"
- 2006 - Street Music (álbum de Defari): "Make My Own" (feat. Evidence)
- 2006 - Black Magic (álbum de Swollen Members): "Weight" (feat. Ghostface Killah & The Alchemist)
- 2006 - Time is Money (álbum de Styles P): "I'm Black" (feat. Marsha Ambrosius)
- 2006 - Blood Money (álbum de Mobb Deep): "The Infamous" (feat. 50 Cent)
- 2006 - Killa Season (álbum de Cam'Ron): "Wet Wipes"
- 2006 - 20/20 (álbum de Dilated Peoples): "Back Again" & "20/20"
- 2006 - You Already Know (álbum de Agallah): "Ride Out (O.G.G.G.)" (feat. The Alchemist) & "On the Ave"
- 2006 - The Medicine (álbum de Planet Asia): "Over Your Head"
- 2006 - Eat or Die (álbum de Ras Kass): "Get It In"
- 2007 - Return of the Mac (álbum de Prodigy): All songs
- 2007 - The Death of Tragedy (álbum de Tragedy Khadafi): "Milk Murder"
- 2007 - Desire (álbum de Pharoahe Monch): "Desire"
- 2007 - The Weatherman LP (álbum de Evidence): "Letyourselfgo" (feat. Phonte), "Chase the Clouds Away" (feat. Kamilah), "Evidence is Everywhere", "Line of Scrimmage" (feat. Slug), & "Born in LA" (feat. Chace Infinite & Sick Jacken)
- 2007 - Supa Gangsta, Extraordinary Gentleman (álbum de Styles P): "Green Piece of Paper" & "All I Know is Pain"
- 2008 - Untitled (álbum de Termanology): "Hood Shit"